# Nikolái Sneguiriov
Nikolái Víktorovich Sneguiriov –en ruso, Николай Викторович Снегирёв– (Moscú, 4 de enero de 1997) es un deportista ruso que compite en natación. Ganó una medalla de plata en el Campeonato Mundial de Natación en Piscina Corta de 2021, en la prueba de 4 × 200 m libre.

## Palmarés internacional
| Campeonato Mundial en Piscina Corta | Campeonato Mundial en Piscina Corta | Campeonato Mundial en Piscina Corta | Campeonato Mundial en Piscina Corta |
| Año                                 | Lugar                               | Medalla                             | Prueba                              |
| ----------------------------------- | ----------------------------------- | ----------------------------------- | ----------------------------------- |
| 2021                                | Abu Dabi (EAU)                      | Medalla de plata                    | 4 × 200 m libre                     |